# Dai Zhen
Dai Zhen (Huizhou, Anhui- Xina 19 de gener de 1724 - Pequín 1 de juliol de 1777), també conegut com a Dai Dongyuan, filòsof, filòleg, historiador i matemàtic xinès.

## Biografia
Fil d'un comerciant de teixits Dai va ser un bon estudiant malgrat que la seva família no tenia cap tradició acadèmica i ell no va rebre una formació escolar reglada. D'acord amb la biografia de Duan Yucai "Dai Dongyan Xiansheng", Dai fins als 17 anys va estudiar les paraules bàsiques de la filologia xinesa amb les obres "Shuowen jizi" i "Shisanjing". Més endavant va estudiar les obres de filologia i matemàtiques de Jiang Yun i també astronomia i fonologia.

### Matemàtic
Com el seu antecessor Mei Wending (1632-1721) que ha havia fet estudis comparant les matemàtiques xineses amb les occidentals, Dai era un apassionat per les matemàtiques. Va conèixer les regles de John Napier (matemàtic escocès descobridor dels logaritmes 1550-1617) i va redactar un tractat sobre la mesura del cercle (Gougu geyuanji, 1775) i va investigar i reeditar les obres antigues dels matemàtics de les èpoques Song i Yuan.

### Filòleg
Va ser un dels grans mestres dels estudis filològics, especialment en el camp de la fonètica històrica, amb les obres "Zhouguan ó Zhouli" (Tractat dels funcionaris de Zhou) i "Kaogongji tuzhu" (Comentari il·lustrat a la memòria dels oficis - 1746). En aquesta activitat va tenir eminents deixebles i successors, com Duan Yucai (1735-1815), Wang Niansun (1744-1832) i Wang Yinzhi (1766-1834).

### Filòsof
Va ser la punta de llança d'un moviment filosòfic dedicat a reformar el neo-confucianisme heretat de Zhu Xi, amb el desig de retrobar el sentit autèntic dels confucianistes clàssics alliberant-los d'interpretacions tardanes.
Les obres més importants sobre filosofia són "Yuanshan" (Sobre els orígens del bé, 1796) i un estudi sobre Mencius, "Mengzi ziyi shuzheng" (Comentari crític sobre el sentit de Mencius, 1772).
Dai Zhen fa una crítica radical de la moral conformista que es va imposar a partir dels Song, que en nom de la raó (li) impedia als més humils i els joves expressar i satisfer les seves aspiracions.

### Compilador
Una gran part de l'activitat de Dai va ser l'actuació com a compilador oficial de textos d'orígens diversos "Siku quanshu" on va ser un dels principals directors a partir de 1773.